# マーコール
マーコール（Capra falconeri）は、ウシ科ヤギ属に分類される偶蹄類。ペルシャ語で マール mâr (مار, '蛇') ホル khor (‏خور‎, '捕食者') という意味を持つ。「野生のヤギの王様」という意味を持つ ともあるが、間違いである。

## 分布
アフガニスタン、イラン東部、インド北西部、ウズベキスタン、タジキスタン、トルクメニスタン、パキスタン
- C. f. cashmirensis　ヒンズークシマーコール

カシミール西部、ヒンズークシ山脈。
- C. f. falconeri　カシミールマーコール

カシミール東部。
- C. f. jerdoni　スライマンマーコール

パキスタン中西部（スライマン山脈）
- C. f. megaceros　カイバーマーコール

アフガニスタン、パキスタン（カイバー峠周辺）

## 形態
体長130-180センチメートル。尾長8-14センチメートル。肩高65-105センチメートル。体重オス80-110キログラム、メス32-50キログラム。前肢の手首から先の前面、後肢の踵から先の前面は暗色の体毛で被われる。
アルファベットの「V」字状の角がある。角長オス75-160センチメートル、メス25センチメートル。角の表面には稜がある。
夏季は短い体毛で被われ、毛衣は赤褐色。冬季は長い体毛で被われ、毛衣は灰褐色。
C. f. cashmirensis　ヒンズークシマーコール
角は螺旋状で2回ねじれ、角の先端の間の長さ（例:53センチメートル）と角の直線距離よりも短い。
C. f. falconeri　カシミールマーコール
角は螺旋状で1回半ねじれ、角の先端の間の長さ（例:110センチメートル）は角の直線距離よりも長い。
C. f. jerdoni　スライマンマーコール
角は直線的で角の周囲を稜が3周する。
C. f. megaceros　カイバーマーコール
角はほぼ直線的で角の周囲を稜が2周する。

## 分類
亜種チアルタンマーコールはパサンとの種間雑種とする説もある。
- Capra falconeri cashmirensis　Lydekker, 1898　ヒンズークシマーコール
- Capra falconeri chialtanensis　Lydekker, 1913　チアルタンマーコール
- Capra falconeri falconeri　(Wagner, 1839)　カシミールマーコール
- Capra falconeri jerdoni　Hume, 1875　スライマンマーコール
- Capra falconeri megaceros　Hutton, 1842　カイバーマーコール

## 生態
標高700-4,000メートルにある森林の間にある岩場や草原などに生息する。冬季になると標高の低い場所へ移動する。メスと幼獣から群れを形成し生活し、群れは夏季4-5頭、冬季20-30頭に達する。
食性は植物食で、木の枝や葉、草などを食べる。春季から夏季は草を、晩夏から秋季は木の枝や葉を食べる。
繁殖形態は胎生。繁殖期にはオス同士で疾走して角を打ちつけ合い争う。冬季に交尾を行い、妊娠期間は135-170日。4-6月に1回に1-2頭の幼獣を産む。生後2年半で性成熟する。
天敵として ユキヒョウ、オオカミがいる。

## 人間との関係
食用とされたり、角が薬用になると信じられている。
放牧による生息地の破壊、角目的の乱獲、家畜との競合などにより生息数は減少している。紛争による生息数の減少も懸念されている。1980年代におけるウズベキスタンでの生息数は180頭、タジキスタンでの生息数は500頭、トルクメニスタンでの生息数は20頭と推定されている。
日本では秋田市大森山動物園や智光山公園こども動物園、夢見ヶ崎動物公園などがマーコールを飼育している。